# Малая Хойяха (приток Ярудея)
Малая Хойяха (устар. Малая Хой-Яха) — река в России, протекает по территории Надымского района Ямало-Ненецкого автономного округа. Устье реки находится в 148 км по левому берегу реки Ярудей. Длина реки — 60 км.

## Данные водного реестра
По данным государственного водного реестра России относится к Нижнеобскому бассейновому округу, водохозяйственный участок реки — Надым, речной подбассейн реки — подбассейн отсутствует. Речной бассейн реки — Надым.